# San Gregorio Barbarigo (församling)
San Gregorio Barbarigo är en församling i Roms stift.
Till församlingen San Gregorio Barbarigo hör följande kyrkobyggnader och kapell:
- San Gregorio Barbarigo
- San Paolo alle Tre Fontane
- Santa Maria Scala Coeli
- Santi Vincenzo e Anastasio alle Tre Fontane
- Cappella Collegio Internazionale dell'Ordine dei Minimi